# Chuyện thường ngày ở huyện
Chuyện thường ngày ở huyện (tiếng Nga: Районные будни) là một tập truyện ký về đề tài nông trang tập thể của nhà văn Valentin Ovechkin.

## Nội dung
Trong số những tác phẩm đánh dấu bước chuyển biến mới của Văn học Soviet giai đoạn thập niên 50 thế kỷ XX, Chuyện thường ngày ở huyện của Valentin Ovechkin là một thành công lớn của Văn học Soviet sau chiến tranh.

## Chuyển thể
- Bàn tay anh (phim, 1956)